# Канадский институт украинских исследований
Канадский институт украинских исследований (англ. Canadian Institute of Ukrainian Studies, CIUS, укр. Канадський інститут українських студій, КІУС) — украиноведческий институт в Канаде. Основан в 1976 году. Офис расположен в Торонто, структурно входит в состав Альбертского университета.

## Научная деятельность
Институт в своём подчинении имеет издательство CIUS Press, издающее научную литературу. Наиболее масштабными проектами являются «Journal of Ukranian Studies» и «Encyclopedia of Ukraine».
В рамках института действуют:
- Центр украинской истории имени Петра Яцика. Создан в 1989 году. Занимается изданием англоязычного издания «Истории Украины-Руси» М. Грушевского, субсидирует издание англоязычных монографий и украинских переводов, предоставляет исследовательские гранты.
- Украинский языковый образовательный центр. Занимается программами украинского и двуязычного англо-украинского образования за пределами Украины.
- Украинско-канадская программа. Занимается изучением и популяризацией наследия украинской диаспоры в Канаде.
- Программа имени Стасюков по изучению современной Украины. Основана в 1990 году. Включает собственный архив документов, в том числе относительно диссидентского движения 1960—1980-х годов на Украине.
- Программа украинских церковных исследований. Занимается научно-исследовательской и издательской деятельностью. Поддерживает мемориальную библиотеку имени Б. Боцюркова.
- Программа имени Ковальских по изучению Восточной Украины. Основана в 1998 году. Занимается исследованием движения сопротивления и национального возрождения на Востоке Украины. Предоставляет гранты. Поддерживает журнал «Восток-Запад».
- Канадско-украинский законодательный и межправительственный проект. Основан в 2000 году. Занимается организацией обменов, консультаций и тренингов для украинских и канадских политиков, специалистов и предпринимателей.

## Бюджет
Бюджет института в значительной степени состоит из частных пожертвований. В финансировании отдельных программ берут участие правительственные, региональные и общественные организации Канады.